# Sh2-198
Sh2-198 est une nébuleuse en émission visible dans la constellation de Cassiopée.
Elle est située dans la partie orientale de la constellation, sur le bord sud-ouest de la grande nébuleuse IC 1848. La période la plus propice à son observation dans le ciel du soir tombe entre les mois de septembre et février et elle est considérablement facilitée pour les observateurs situés dans les régions de l'hémisphère boréal, où elle est circumpolaire jusqu'aux régions tempérées chaudes.
Sh2-198 est une région H II située sur le bras de Persée à une distance d'environ 2 900 pc (∼9 460 al) du système solaire, dans le même environnement galactique que le Complexe W3/W4/W5. Elle apparaît centrée sur l'étoile bleue responsable de son ionisation, LS I 59153, de classe spectrale O9.5V. Cette nébuleuse est associée à deux sources de rayonnement infrarouge cataloguées par IRAS et désignées par IRAS 02460+5929 et IRAS 02477+5946, situées respectivement au centre de la nébuleuse et dans une position plus décentralisée, vers le bord d'IC 1848 La première source est également référencée comme S198-IRS et coïncide avec l'étoile ionisante, dont les caractéristiques d'émission sont en accord avec le fait que Sh2-198 est l'une des très rares régions d'hydrogène ionisé non associées à des émissions de CO situées à proximité de régions sur au contraire très riche en nuages moléculaires. La deuxième source, également appelée W5-S-IRS, est probablement un jeune objet stellaire de classe B entouré d'une enveloppe gazeuse dense.